# Antonio, priore di Crato
António del Portogallo, detto il determinato, il battagliero o l'independentista e noto anche come António, priore di Crato (Lisbona, 1531 – Parigi, 26 agosto 1595), fu il nipote del re del Portogallo Manuele I (1495 – 1521), ed aspirante al trono portoghese durante la crisi dinastica portoghese del 1580 con il nome di Antonio I del Portogallo.
Egli regnò nel 1580 per 33 giorni nel continente e, dopo l'incoronazione di Filippo I del Portogallo, fu il pretendente al trono portoghese ancora fino al 1583 nelle Azzorre.

## Biografia

### Infanzia
Antonio era il figlio illegittimo (qualcuno sostiene che i suoi genitori si fossero in realtà successivamente sposati, forse ad Évora) del principe Luigi d'Aviz, duca di Beja (1506 – 1555) e di Violante Gomes (ritenuta essere secondo alcune fonti di origine ebraica sefardita o marrana, secondo altre fonti appartenente alla piccola nobiltà portoghese), figlia di Pedro Gomez da Évora, deceduta come suora ad Almoster, Santarém, il 16 luglio 1568. Dal lato paterno Antonio era nipote del re Manuele I (1495 – 1521). A causa della sua condizione di discendente illegittimo, la sua pretesa al trono non fu considerata valida. Per di più suo padre era anche Priore di Crato (che non gli consentiva di sposarsi senza dispensa papale). 

### Priore di Crato
Antonio studiò sotto la guida di Bartolomeu dos Mártires a Coimbra ed entrò nell'Ordine Gerosolimitano. Gli fu assegnato il ricco priorato di Crato. Nel 1571 fu governatore della fortezza portoghese in nordafricana di Tangeri. Oltre a ciò si conosce poco della sua vita prima del 1578. Il quell'anno egli accompagnò il re Sebastiano (1557 – 1578) nella sua campagna di invasione del Marocco e fu preso prigioniero dai Mori nella battaglia di Alcazarquivir, nella quale il re fu ucciso, ma ne fu presto liberato. Si dice che egli abbia ottenuto il rilascio con uno stratagemma. Richiestogli di spiegare il significato della croce di san Giovanni che portava, rispose che si trattava del distintivo di un piccolo beneficio ottenuto dal papa che egli avrebbe perduto se non fosse rientrato in patria entro il 1º gennaio. Il suo carceriere, credendolo un uomo di condizioni economiche non brillanti, lo avrebbe lasciato andare in cambio di un modesto riscatto.

### Aspirante al trono portoghese
Al suo rientro in Portogallo Antonio avanzò la propria pretesa al trono, che tuttavia gli fu negato. Suo zio, il cardinale-re Enrico, unico fratello sopravvissuto al re Giovanni III (1521 – 1557), divenne il nuovo re, ma era anziano e ultimo discendente legittimo in linea maschile. Nel gennaio del 1580, allorché le Cortes del regno si riunirono ad Almeirim (ove si decidevano i diritti ereditari del trono portoghese), il cardinale-re Enrico morì. La reggenza del regno fu assunta quindi da una giunta composta da cinque membri (Jorge de Almeida, arcivescovo di Lisbona; Francisco de Sá de Meneses, I conte di Matosinhos; João Telo de Menezes, signore di Aveiras; João de Mascarenhas; Diogo Lopes de Sousa).
In quel periodo il trono portoghese aveva parecchi pretendenti. Fra questi, la duchessa Caterina di Guimarães, duchessa di Braganza (1540 – 1614); il di lei undicenne nipote Ranuccio I Farnese (1569 – 1622), duca di Parma, figlio di Alessandro Farnese e di Maria d'Aviz (1538 – 1577); il re di Spagna Filippo II, figlio di Isabella d'Aviz (1503-1539) e quindi nipote in linea diretta del di lei padre, Manuele I di Portogallo, e lo stesso Antonio, Priore di Crato.
La duchessa Caterina fu successivamente considerata erede legittima, dopo che i suoi discendenti nel 1640 (re Giovanni IV del Portogallo) ma allora ella era solo una delle possibili eredi. Secondo gli usi feudali, il figlio della sua sorella maggiore, Ranuccio, un italiano, era l'erede più prossimo, prima ancora di lei, e solo dopo di lui veniva il re Filippo II di Spagna, che discendeva da Manuele I in linea femminile. Per quanto riguardava Antonio, pur discendendo egli in linea maschile, era un nipote illegittimo e quindi non idoneo al trono.
Antonio, contando sull'ostilità popolare verso la Spagna (anche se la madre di Filippo II era portoghese), si presentò come candidato alternativo a Filippo nella successione portoghese. Egli cercò di dimostrare che suo padre e sua madre si erano sposati dopo la sua nascita ma a quel tempo non fu trovata evidenza alcuna di ciò (ed ancor oggi il fatto è oggetto di discussione).
La pretesa di Antonio non fu sostenuta dalla nobiltà portoghese. I suoi sostenitori si trovavano quasi esclusivamente nel basso clero, nei contadini e negli artigiani. Inoltre Filippo II si industriò nel corrompere le classi superiori portoghesi con l'oro proveniente dall'America latina, il che gli assicurò il successo. Infatti per l'alta nobiltà portoghese l'unione con la corona spagnola sarebbe stata vantaggiosa per il Portogallo, che stava attraversando una crisi economica, e avrebbe comunque garantita una certa autonomia amministrativa sia in Europa che nell'impero portoghese d'oltremare.
Antonio tentò di portare la gente comune alla sua causa, sfruttando il diffuso sentimento antispagnolo e portando ad esempio la situazione del momento con quella della crisi del 1383 / 1385. Allora infatti, proprio come nel 1580, il re di Castiglia invocò argomenti di natura ereditaria per salire al trono portoghese e, come in quel momento, il Gran Maestro di Aviz Giovanni, figlio illegittimo del re Pietro I, accampò i suoi diritti al trono, ottenendolo dopo la battaglia di Aljubarrota nel 1385.

### Autoproclamazione a Re del Portogallo
Il 24 luglio 1580 si autoproclamò Re del Portogallo a Santarém, seguito dall'acclamazione del popolo in molte località del regno. Tuttavia egli riuscì a governare nel Portogallo continentale solo un mese, venendo poi sconfitto nella battaglia di Alcântara dalle truppe spagnole condotte da Fernando Álvarez de Toledo, Duca di Alba, il 25 agosto 1580.
Dopo questa sconfitta egli cercò di governare il Portogallo dall'isola di Terceira nelle Azzorre, ove aveva istituito un governo di opposizione che durò fino al 1583. Egli vi coniò persino monete, un tipico segno della sovranità. Per questo egli viene considerato da numerosi autori come l'ultimo re della casa di Aviz (invece del Cardinale-re Enrico) ed il 18º re del Portogallo.
Il suo regno dall'isola di Terceira fu riconosciuto solo nelle Azzorre. Sul continente e sulle isole di Madeira il potere venne esercitato da Filippo II di Spagna, che era stato ufficialmente riconosciuto dalle Cortes di Tomar.

### Esilio
All'inizio del 1581 egli fuggì in Francia, portando con sé i gioielli della corona. Qui fu ricevuto dalla regina Caterina de' Medici, che aveva le sue pretese da accampare sul trono portoghese e che cercò in lui un opportuno strumento da usare contro Filippo II. Promettendo a Caterina la cessione alla Francia della colonia del Brasile, ed alcuni dei suoi gioielli, egli si assicurò il sostegno di una flotta comandata da portoghesi in esilio e da avventurieri francesi ed inglesi.
Poiché gli Asburgo non avevano ancora occupato le Azzorre, egli salpò verso le isole con una flotta di avventurieri francesi, guidati da Filippo Strozzi, un esiliato fiorentino al servizio della Francia, ma venne sconfitto due volte da Álvaro de Bazán, I marchese di Santa Cruz, il 26 luglio 1582 al largo dell'isola di São Miguel (Battaglia di Ponta Delgada o delle Azzorre). L'anno successivo i suoi alleati e sostenitori furono nuovamente sconfitti, il 27 luglio nella cosiddetta battaglia di Terceira. Egli tornò quindi in Francia ove visse per un certo tempo spostando continuamente la propria residenza nel timore di venir assassinato da sicari al soldo di Filippo II finché si risolse a trasferirsi in Inghilterra. Qui la regina Elisabetta lo appoggiò per gli stessi motivi che avevano spinto Caterina de' Medici a fare altrettanto. Nel 1589, un anno dopo il disastro della Invincibile Armata, egli accompagnò una spedizione inglese, al commando di Francis Drake e Sir John Norreys presso le coste portoghesi. La flotta della spedizione era composta in parte di navi della corona inglese ed in parte di navi corsare in cerca di bottino. Antonio, con tutta la credulità dell'esiliato, credette che la sua presenza avrebbe provocato una rivolta generale contro Filippo II ma non successe nulla e la spedizione si concluse con un fallimento.

### Ultimi anni e morte
Antonio così cadde in miseria. Dovette cedere uno per uno i diamanti rimastigli: il più bello, ed ultimo, fu acquistato prima da Nicholas Harlai, signore di Sancy, dal quale lo acquistò poi a sua volta duca di Sully ed infine fu incluso nei gioielli della corona francese.
Trascorse i suoi ultimi giorni a Parigi, ove godette di una piccola pensione riconosciutagli dal re Enrico IV. Egli lasciò sei figli illegittimi, avuti da amanti diverse. 
Oltre ai documenti da lui fatti pubblicare per sostenere le sue pretese al trono portoghese, Antonio fu anche autore del Panegyrus Alphonsi Lusitanorum Regis (Coimbra 1550), del centone dei Salmi, Psalmi Confessionales (Parigi 1592), che fu tradotto in inglese da Francis Chamberleyn (Londra 1659), con il titolo The Royal Penitent, ed in tedesco con il titolo Heilige Betrachtungen (Marburgo, 1677).

## Documentazione
Egli viene spesso citato nei documenti di stato del tempo in Francia, Inghilterra e Spagna. Una sua vita, attribuita a Gomes Vasconcellos de Figueredo, fu pubblicata nella traduzione in francese da Madame de Sainctonge in Amsterdam (1696). Una moderna relazione su di lui, basata su fonti autentiche, fu pubblicata a Parigi nel 1852 da M. Fournier con il titolo Un prétendant portugais au XVI siècle. Nel 1897 inoltre comparve a Lisbona una pubblicazione a lui dedicata ad opera di J. de Araújo: Dom Antonio Prior de Crato-notas de bibliographia.

## Discendenti
Antonio del Portogallo ebbe sei figli da donne diverse:
| Nome                     | Nascita     | Morte          | Note |
| ------------------------ | ----------- | -------------- | --- |
| da Anna Barbosa (?-?)    |             |                | |
| Emanuele del Portogallo  | 1568        | 22 giugno 1638 | Accompagnò il padre nell'esilio in Francia, Inghilterra e Fiandre. Sposò Emilia di Nassau, figlia di Guglielmo il Taciturno. |
| Da Altre                 |             |                | |
| Cristoforo di Portogallo | aprile 1573 | 3 giugno 1638  | Continuò a combattere dopo la morte del padre per la sua causa.                                                              |
| Dionigi di Portogallo    | ?           | ?              | Monaco cistercense. |
| Giovanni di Portogallo   | ?           | ?              | Morto in giovane età. |
| Filippa di Portogallo    | ?           | ?              | Suora nel Monastero di Lorvão.                                                                                               |
| Luísa di Portogallo      | ?           | ?              | Suora a Tordesillas. |

## Ascendenza
| António del Portogallo | Padre: Infante Luigi d'Aviz | Nonno paterno: Manuele I del Portogallo | Padre del nonno paterno: Infante Fernando, duca di Viseu |
| António del Portogallo | Padre: Infante Luigi d'Aviz | Nonno paterno: Manuele I del Portogallo | Madre del nonno paterno: Beatrice del Portogallo         |
| António del Portogallo | Padre: Infante Luigi d'Aviz | Nonna paterna: Maria di Aragona         | Padre della nonna paterna: Ferdinando II di Aragona      |
| António del Portogallo | Padre: Infante Luigi d'Aviz | Nonna paterna: Maria di Aragona         | Madre della nonna paterna: Isabella di Castiglia         |
| António del Portogallo | Madre: Violante Gomes       | Nonno materno: Pedro Gomes              | Padre del nonno materno: Non noto                        |
| António del Portogallo | Madre: Violante Gomes       | Nonno materno: Pedro Gomes              | Madre del nonno materno: Non nota                        |
| António del Portogallo | Madre: Violante Gomes       | Nonna materna: Non nota                 | Padre della nonna materna: Non noto                      |
| António del Portogallo | Madre: Violante Gomes       | Nonna materna: Non nota                 | Madre della nonna materna: Non nota                      |